# Iveta Mikešová
Iveta Mikešová (ur. 24 października 1957 w Ołomuńcu, zm. 25 listopada 2021) – czeska tłumaczka polskiej literatury na język czeski.

## Życiorys
W latach 1976–1981 studiowała polonistykę i rusycystykę ze specjalnością tłumaczenia na Wydziale Filozoficznym Uniwersytetu Palackiego w Ołomuńcu. W latach 1995–1997 była redaktorem w wydawnictwie Votobia w Ołomuńcu. Tłumaczyła polską prozę i poezję, popularyzując twórczość takich autorów jak: Czesław Miłosz, Bolesław Leśmian, Bruno Schulz czy Olga Tokarczuk.

## Nagrody
- 2006: Nagroda im. Josefa Jungmanna za tłumaczenie książki Magdaleny Tulli Tryby (Soukolí)[3][4]
- 2015: Nagroda im. Jozefa Jungmanna za tłumaczenie książki Joanny Bator Piaskowa Góra (Pískový vrch)[5][6]
- 2016: Magnesia Litera za tłumaczenie książki Joanny Bator Piaskowa Góra (Pískový vrch)[7]

## Tłumaczenia
- Leszek Engelking A jiné básně a jiné básně (I inne wiersze i inne wiersze) (1998)[8]
- Leszek Engelking Vladimir Nabokov – podivuhodný podvodník (1997)[8]
- Leonard Górka Svatí Cyril a Metoděj (Święci Cyryl i Metody) (2007)[8]
- Bolesław Leśmian Druhá smrt (1995)[9]
- Tadeusz Miciński Nedokonaný (2000)[8]
- Czesław Miłosz Mapa času (1990)[8]
- Bruno Schulz Sanatorium na věčnosti (Sanatorium pod Klepsydrą) (1999)[8]
- Olga Tokarczuk Hra na spoustu bubínků (Gra na wielu bębenkach) (2005)[10]
- Stanisław Ignacy Witkiewicz Hry II (2002)[8]